# خانه عروسک (فیلم ۱۹۷۳ گارلند)
خانه عروسک (به انگلیسی: A Doll's House) فیلمی سینمایی است به کارگردانی پاتریک گارلند در سال ۱۹۷۳ در بریتانیا. این فیلم بر اساس نمایشنامه خانه عروسک، اثر مشهور هنریک ایبسن ساخته شده‌است. این فیلم نامزد جایزه بافتای سال ۱۹۷۴ در بخش‌های بهترین طراحی لباس و بازیگر نقش مکمل مرد شد.